# Persenbeug (Herrschaft)
Die Herrschaft Persenbeug war eine Grundherrschaft im Viertel ober dem Manhartsberg im Erzherzogtum Österreich unter der Enns, dem heutigen Niederösterreich.

## Ausdehnung
Die Herrschaft mit der Gülte Rothenhof und angevogten Untertanen zu Gottsdorf bestand aus den Herrschaften Persenbeug und Weißenberg und umfasste zuletzt die Ortsobrigkeit über Markt Persenbeug mit dem Schlosse Persenbeug, dann die Dörfer: Auratsberg mit der Rotte Zinhäuser, Gottsdorf, Granz, Hagstorf; Hofamt-Priel, bestehend aus den Rotten: Eben, Forsthub, Fürholz, Gartln, Hennhäuseln, Hinterhaus, Vor dem Holz, Holzschlag, Kalz, Kleehof, Knogel, Groß-Mitterberg und Klein-Mitterberg, Priel-Häuser, Pempereit, Rehberg, Reith, Reitern, Rosenbichl, Sonnenwendbichl, Ober-Tiefenbach und Unter-Tiefenbach, Viehtrift und Zotterhof, dann die einzelnen Häuser: Absatz, Angern, Brand, Oberer Brand, Mittlerer Brand, Unterer Brand, Dalfmühle, Distlpoint, Einöd, Am Eck, Graselhof, Harlanden, Haslach, Am Hof, Obernhof, Unternhof, Imenbrand, Kalkhofleiten, Kashof, Kübelhof, Beim Kreuz, Kleinhaslach, Lehmhof, Lempichlersag, Lichtenstern, Reith, Auf der Rieß, Am Rothberg, Rothensag, Perzreit, Schaufelholz, Schaufelholz in Haslau, Nächst der Sulz, Schwarzgattern, Straßlmühle, Toberg, Traden, Untern Weg, ferner die Dörfer: Holzian, Isper mit der Rotte Kalkgrub, Kracking, Loja, Metzling, Rothenberg, Rothenhof, Steinbach, Weins. Weiters: Markt Marbach mit Friesenegg; dann die Dörfer: Edlesreith mit den Rotten Stainbach und Grub, Laimbach mit den Rotten Brandstadt, Duttendorf, Grünbach, Gsteinet, Gartleiten, Hinternholz, Oedensagen, Trummhäusern, Teya, Weghäusern, Wögering, dann den einzelnen Häusern Brand, Kälberhof, Kutscherhof, Mühlholz, Ostrang, Ratzenstein und Wagenmühle; ferner dem Dorfe Münichreit mit den Rotten Alte Waldhäuseln und Zellersteig, dann den einzelnen Häusern Burghartsmühle und Pernhof, dem Dorfe Kolnitz mit der Rotte Neue Waldhauseln sowie den Dörfern Ober-Erla und Unter-Erla. Der Sitz der Verwaltung befand sich im Schloss Persenbeug.

## Geschichte
Der letzte Inhaber der Patrimonialherrschaft war Kaiser Ferdinand I. Nach den Reformen 1848/1849 wurde die Herrschaft aufgelöst.